# Daejeon Hanbat Sports Complex
El Daejeon Hanbat Sports Complex (en coreano: 대전한밭종합운동장) era un estadio multiusos utilizado principalmente para partidos de fútbol ubicado en Daejeon, Corea del Sur.

## Historia
Fue construido en 1964 como Estadio Daejeon con capacidad para poco más de 20000 espectadores, que además de tener pista de atletismo, en el terreno donde está edificado también hay un campo de béisbol, un gimnasio y otras facilidades deportivas. Su nombre es por la denominación anterior por la que se conocía a la ciudad de Daejeon, que era Hanbat: Han significa Gran y Bat Campo.
Desde su fundación fue la sede del Daejeon Citizen hasta 2001 cuando el equipo se mudó al Estadio Mundialista de Daejeon. Fue sede varios partidos de fútbol en los Juegos Olímpicos de Seúl 1988, y en la Clasificación para la Copa Mundial de Fútbol de 1998 fue sede de un partido.

## Sede Anexas

### Estadio de Béisbol
El Daejeon Hanbat Baseball Stadium fue inaugurado en 1965, el cual fue renovado y expandido en 2012. Actualmente cuenta con capacidad para 13 500 espectadores; y es la sede de los Hanwha Eagles de la Korea Professional Baseball League.

### Gimnasio
El Chungmu Gymnasium es utilizado para partidos de baloncesto y voleibol. Actualmente es la sede del Samsung Fire Bluefangs y el Daejeon KGC de la V-League.

### Otros Escenarios
- Gimnasio Multiusos (capacidad: 2000)
- Campo de Tenis (capacidad: 384)
- Campo Auxiliar de Fútbol (capacidad: 1000)
- Campos de Entrenamiento
- Piscina

## Galería

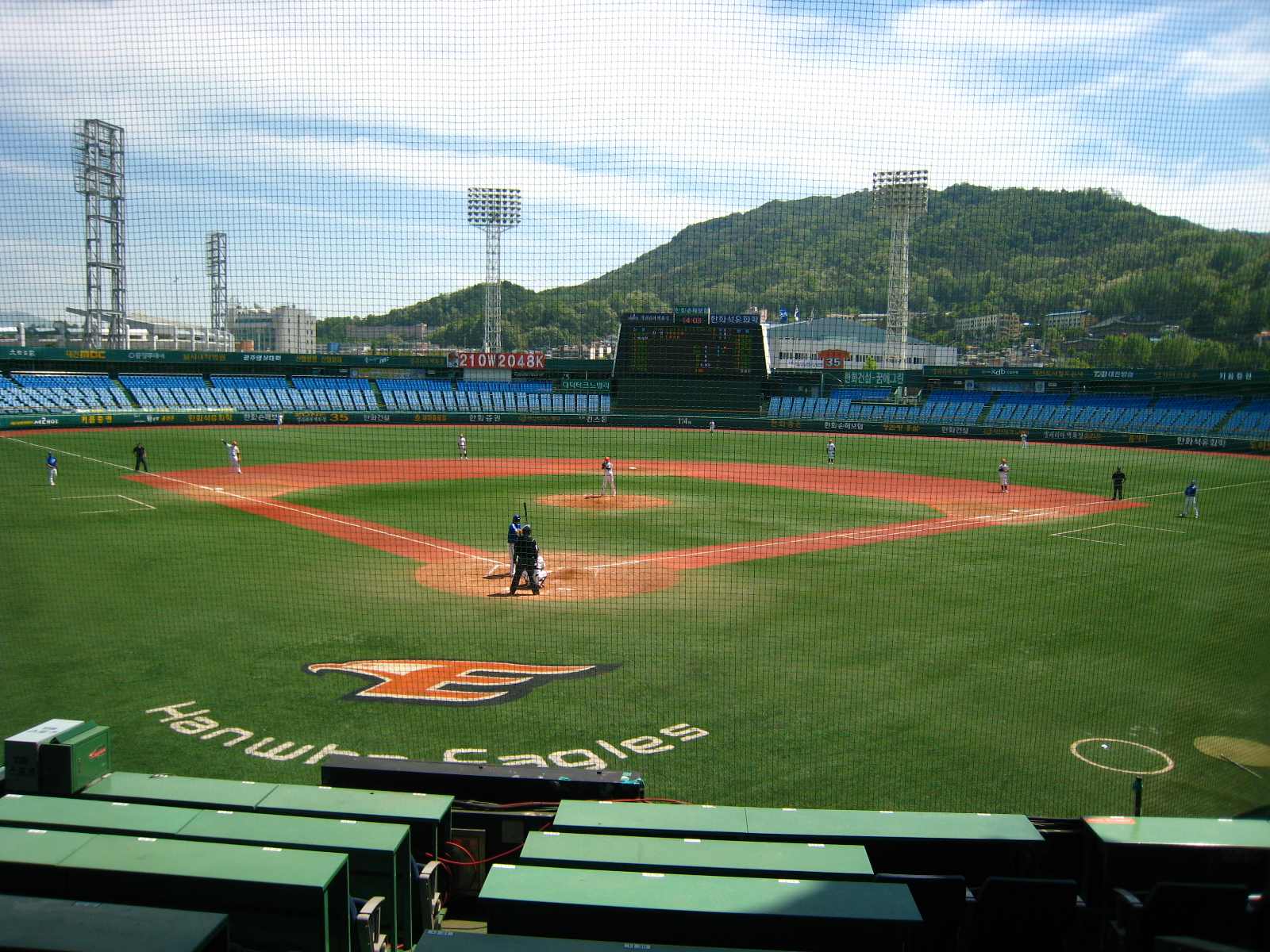
Hanbat Ballpark.
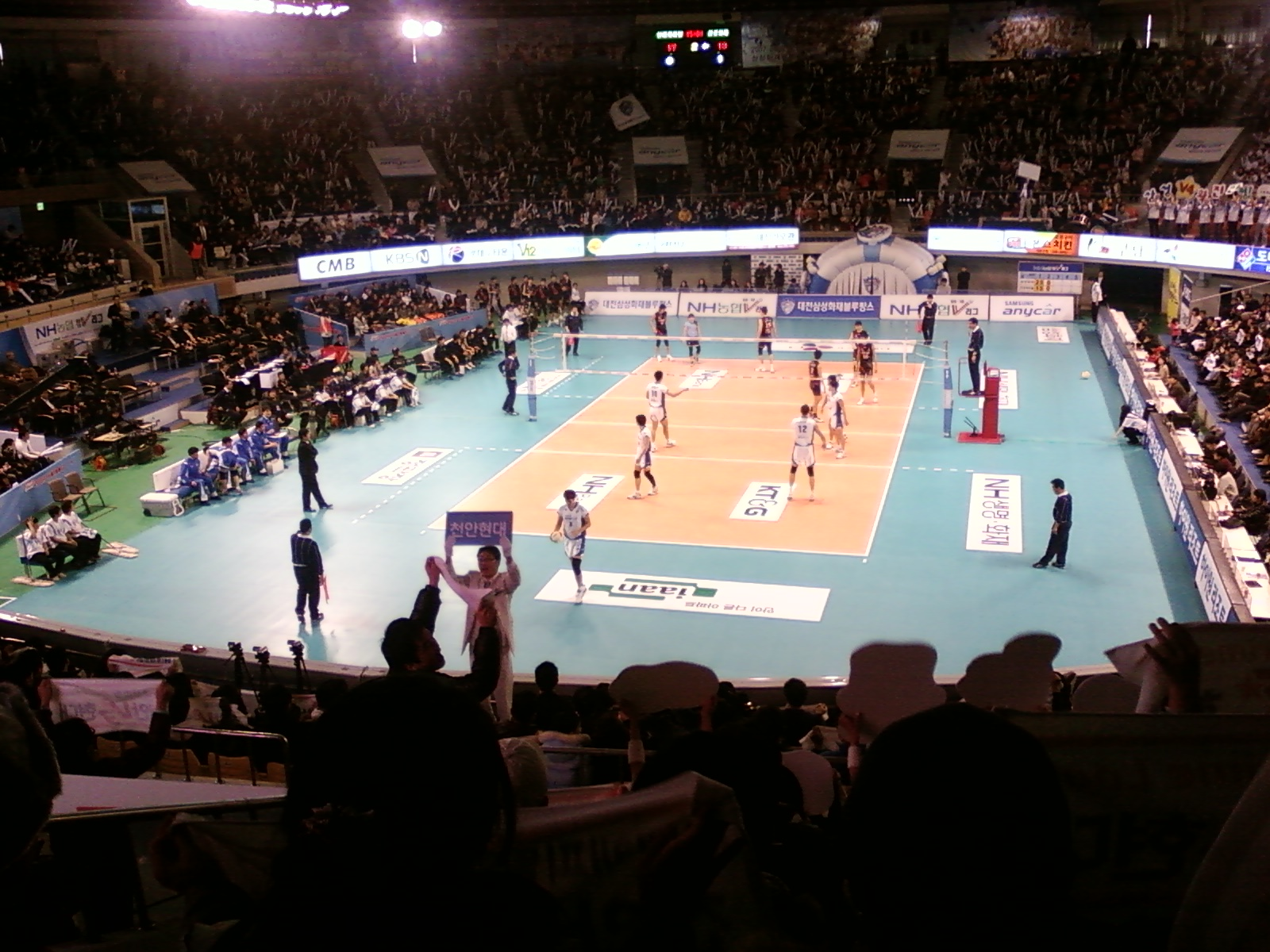
Chungmu Indoor Gymnasium.